# 丸野頼成
丸野 頼成（まるの よりなり）は、南北朝時代から室町時代前期にかけての武将。相良氏6代当主・相良定頼の四男で丸野氏の祖。通称は四郎。初名は頼豊。

## 生涯
相良氏の惣領で人吉城主の相良前頼は兄で、今村頼刧、小垣頼氏、丸目頼書、青井前成とも兄弟。
今川貞兼が都之城（都城市）を本拠とする北郷氏を攻めた際、長兄の前頼と共にその支城を攻めた。しかし島津元久の援軍が現れて、樺山城合戦で敗北。近くの野々美谷城に退去したが、逆に城を攻められ、明徳5年1月19日（1394年2月19日）に前頼と共に戦死した。法名は示賢。